# Dermatiscum
Dermatiscum — рід грибів родини Caliciaceae. Назва вперше опублікована 1867 року.

## Класифікація
До роду Dermatiscum відносять 8 видів:
- Dermatiscum catawbense
- Dermatiscum fallax
- Dermatiscum harrissoni
- Dermatiscum mawsonii
- Dermatiscum porcellanum
- Dermatiscum pusillum
- Dermatiscum thunbergii
- Dermatiscum viride